# Macromitrium laevigatum
Macromitrium laevigatum là một loài rêu trong họ Orthotrichaceae. Loài này được Thér. mô tả khoa học đầu tiên năm 1910.